# Gettr
Gettr — социальная сеть, созданная Джейсоном Миллером, бывшим помощником и представителем Дональда Трампа. Платформа была запущена 1 июля 2021 года. Пользовательский интерфейс и функционал очень похожи на Twitter.

## Причины создания
После нападения на Капитолий США 6 января 2021 года несколько социальных сетей заблокировали Трампа, включая Twitter, Facebook и Instagram. Платформы также приостановили деятельность некоторых сторонников Трампа. Эти действия вызвали протест со стороны некоторых консерваторов.
После запретов Трамп начал искать альтернативные платформы. В конечном итоге Трамп создал свой собственный блог, чтобы делиться контентом, аналогичному тому, что он ранее публиковал в Твиттере. После плохой посещаемости, он закрыл блог вскоре после его запуска..